# サッポロ モノ ヴィレッジ
サッポロ モノ ヴィレッジ（英：SAPPORO MONO VILLAGE）は、北海道札幌市で開催されているハンドメイド品の販売イベント。会場は豊平区の札幌ドーム。

## 概要
北海道最大のハンドメイドフェスティバル。クリエイターが作る雑貨やアクセサリー、イラストなどのハンドメイド作品が札幌ドームに集結し、展示・販売するイベント。2016年に札幌ドーム開業15周年イベントとして開始され、以降も主に年に1回の頻度で開催。テレビ北海道事業部が大阪で視察したハンドメイド品の販売イベントを参考に札幌ドームの協力のもと本イベントが開始された。
札幌ドームでの大型イベントとしての開催のほか、期間限定ショップとして2017年6月17日から8月27日にピヴォで「ピヴォ×サッポロ モノ ヴィレッジ」、2021年7月1日から2022年6月30日には札幌ステラプレイスにて「VILLAGE STORE」を展開した。

## 開催履歴
| 回数 | 開催期間                  | 備考                               |
| ---- | ------------------------- | ---------------------------------- |
| 1    | 2016年6月25日 - 6月26日   |                                    |
| 2    | 2017年8月11日 - 8月12日   | ピヴォとのコラボレーションを展開。 |
| 3    | 2018年5月26日 - 5月27日   |                                    |
| 4    | 2019年5月5日 - 5月6日     |                                    |
| 5    | 2020年3月28日 - 3月29日   | 新型コロナウイルスに伴い中止       |
| 6    | 2021年3月27日 - 3月28日   |                                    |
| 7    | 2022年1月22日 - 1月23日   |                                    |
| 8    | 2022年11月26日 - 11月27日 |                                    |
| 9    | 2023年4月29日 - 4月30日   |                                    |
| 10   | 2023年12月16日 - 12月17日 |                                    |
| 11   | 2024年6月15日 - 6月16日   |                                    |
| 12   | 2024年11月16日 - 11月17日 |                                    |

特別版
| 回数 | 開催期間                | 開場                              |
| ---- | ----------------------- | --------------------------------- |
| 1    | 2022年4月29日 - 5月1日  | 三井アウトレットパーク 札幌北広島 |
| 2    | 2022年9月17日 - 9月19日 | 三井アウトレットパーク 札幌北広島 |
| 3    | 2023年3月25日 - 3月26日 | 三井アウトレットパーク 札幌北広島 |
| 4    | 2024年3月23日 - 3月24日 | 三井アウトレットパーク 札幌北広島 |
| 5    | 2024年8月16日 - 8月18日 | 丸井今井札幌本店                  |